# Eduardo Francisco de Silva Neto
Eduardo Francisco de Silva Neto (sinh ngày 2 tháng 2 năm 1980) là một cầu thủ bóng đá người Brasil.

## Sự nghiệp câu lạc bộ
Eduardo Francisco de Silva Neto đã từng chơi cho Omiya Ardija.

## Thống kê câu lạc bộ

### J.League
| Đội          | Năm       | J.League | J.League | J.League Cup | J.League Cup | Tổng cộng | Tổng cộng |
| Đội          | Năm       | Trận     | Bàn      | Trận         | Bàn          | Trận      | Bàn       |
| ------------ | --------- | -------- | -------- | ------------ | ------------ | --------- | --------- |
| Omiya Ardija | 2009      | 8        | 0        | 0            | 0            | 8         | 0         |
| Omiya Ardija | 2010      | 4        | 0        | 4            | 0            | 8         | 0         |
| Tổng cộng    | Tổng cộng | 12       | 0        | 4            | 0            | 16        | 0         |